# KNVB-Pokal 2015/16
Der KNVB-Pokal 2015/16 war die 98. Auflage des niederländischen Fußball-Pokalwettbewerbs. Insgesamt nahmen 85 Mannschaften an dem Wettbewerb teil: die 35 Vereine der beiden Profiligen (ohne die zwei dort spielenden Reserveteams) und 50 Amateurmannschaften.
Die erste Runde begann am 26. August 2015, das Finale fand am 24. April 2016 in De Kuip in Rotterdam statt. Sieger wurde Feyenoord Rotterdam, der das Finale gegen den FC Utrecht mit 2:1 gewann. Feyenoord qualifizierte sich damit für die Gruppenphase der UEFA Europa League 2016/17.

## Teilnehmende Teams
| Eredivisie (18) (Level 1) | Eredivisie (18) (Level 1) | Eerste Divisie (17) (Level 2) | Eerste Divisie (17) (Level 2)                                                                                           |
| --- | --- | --- | --- |
| - Ajax Amsterdam - ADO Den Haag - AZ Alkmaar - SC Cambuur - Excelsior Rotterdam - Feyenoord Rotterdam - FC Groningen - SC Heerenveen - Heracles Almelo | - PSV Eindhoven - FC Twente Enschede - FC Utrecht - Vitesse Arnheim - Willem II Tilburg - PEC Zwolle - BV De Graafschap ▲ - NEC Nijmegen ▲ - Roda JC Kerkrade ▲ | - Go Ahead Eagles ▼ - FC Dordrecht ▼ - NAC Breda ▼ - Achilles ’29 - Almere City - FC Den Bosch - FC Eindhoven - FC Emmen - Fortuna Sittard | - Helmond Sport - MVV Maastricht - FC Oss - Sparta Rotterdam - SC Telstar 1963 - FC Volendam - VVV-Venlo - RKC Waalwijk |
| Topklasse (26) (Level 3) | | | |
| - AFC Amsterdam - BVV Barendrecht - VV Capelle - JVC Cuijk - Excelsior Maassluis - SV De Treffers - EVV Echt                                           | - WKE Emmen - GVVV - HBS Craeyenhout - HHC Hardenberg - HSC ’21 Haaksbergen - USV Hercules - VV IJsselmeervogels                                                | - Koninklijke HFC - Kozakken Boys - FC Lienden - FC Lisse - OJC Rosmalen - Rijnsburgse Boys                                                | - SVV Scheveningen - VV Sint Bavo - ONS Bosno Sneek - SV Spakenburg - TEC VV - VV UNA                                   |
| Hoofdklasse (15) (Level 4) | | | |
| - ACV Assen - Blauw Geel '38 - VV DOVO - Excelsior ’31 Rijssen                                                                                         | - SC Genemuiden - RKSV Groene Ster - RKSV Halsteren - Harkemase Boys                                                                                            | - HSV Hoek - VV Noordwijk - RKAVV Leidschendam - VV Sparta Nijkerk                                                                         | - VV Staphorst - Ter Leede Sassenheim - VC Vlissingen                                                                   |
| Eerste Klasse (4) (Level 5) | Eerste Klasse (4) (Level 5) | Tweede Klasse (2) (Level 6) | Derde Klasse (3) (Level 7)                                                                                              |
| - VV Berkum - VV Hoogland | - SV LONGA ʼ30 - JSV Nieuwegein | - SV Blerick - Sportclub Feyenoord | - VV Dubbeldam - VV SCM Maastricht - ZVV Zeelandia Middelburg                                                           |

## Termine
| Runde         | Termine                  |
| ------------- | ------------------------ |
| 1. Runde      | 26. August 2015          |
| 2. Runde      | 22. – 24. September 2015 |
| 3. Runde      | 27. – 29. Oktober 2015   |
| Achtelfinale  | 15. – 17. Dezember 2015  |
| Viertelfinale | 2. – 4. Februar 2016     |
| Halbfinale    | 2. – 3. März 2016        |
| Finale        | 24. April 2016           |

## 1. Runde
Teilnehmer: 42 der 50 qualifizierten Amateurmannschaften; die Übrigen waren über sportliche Erfolge der Vorsaison oder Freilose für die 2. Runde gesetzt.
| Datum      |                           | Ergebnis                         |                         |
| ---------- | ------------------------- | -------------------------------- | ----------------------- |
| 26.08.2015 | JSV Nieuwegein (5)        | 1:3 (1:2)                        | HBS Craeyenhout (3)     |
| 26.08.2015 | SV Blerick (6)            | 1:5 n. V. (1:1, 1:1)             | VV Capelle (3)          |
| 26.08.2015 | FC Lisse (3)              | 02:1 (1:1) 1                     | RKSV Halsteren (4)      |
| 26.08.2015 | WKE Emmen (3)             | 3:0 (2:0)                        | GVVV (3)                |
| 26.08.2015 | VV Dubbeldam (7)          | 1:4 (1:1)                        | VV DOVO (4)             |
| 26.08.2015 | SC Genemuiden (4)         | 4:0 (2:0)                        | ZVV Zaanlandia (7)      |
| 26.08.2015 | Ter Leede Sassenheim (4)  | 7:3 (4:0)                        | SV LONGA ʼ30 (5)        |
| 26.08.2015 | VV Hoogland (5)           | 0:3 (0:1)                        | Rijnsburgse Boys (3)    |
| 26.08.2015 | HSV Hoek (4)              | 0:1 (0:0)                        | EVV Echt (3)            |
| 26.08.2015 | HSC ’21 Haaksbergen (3)   | 2:1 n. V. (1:1, 0:0)             | Excelsior Maassluis (3) |
| 26.08.2015 | Blauw Geel '38 (4)        | 0:1 (0:1)                        | SVV Scheveningen (3)    |
| 26.08.2015 | OJC Rosmalen (3)          | 2:2 n. V. (2:2, 1:1) (6:5 i. E.) | VV Sparta Nijkerk (4)   |
| 26.08.2015 | TEC VV (3)                | 0:1 (0:0)                        | VV Berkum (5)           |
| 26.08.2015 | Harkemase Boys (4)        | 1:3 (0:1)                        | SV De Treffers (3)      |
| 26.08.2015 | VV IJsselmeervogels (3)   | 0:1 (0:0)                        | Koninklijke HFC (3)     |
| 26.08.2015 | USV Hercules (3)          | 2:2 n. V. (1:1, 1:1) (3:4 i. E.) | VV Noordwijk (4)        |
| 26.08.2015 | RKSV Groene Ster (4)      | 0:2 (0:1)                        | ACV Assen (4)           |
| 26.08.2015 | Excelsior ’31 Rijssen (4) | 10:2 (6:2)0                      | VV SCM Maastricht (7)   |
| 26.08.2015 | RKAVV Leidschendam (4)    | 00:1 (0:1) 1                     | VV Staphorst (4)        |
| 26.08.2015 | Sportclub Feyenoord (6)   | 02:1 (2:0) 1                     | VV UNA (3)              |
| 26.08.2015 | ONS Bosno Sneek (3)       | 03:2 n. V. (2:2, 1:2) 1          | VC Vlissingen (4)       |

In Klammern das jeweilige Ligalevel.

## 2. Runde
In dieser Runde stiegen die 35 Profiklubs aus Eredivisie und Eerste Divisie sowie die acht gesetzten Amateurmannschaften ein; komplettiert wurde das 64er Feld durch die 21 Gewinner der 1. Runde. Mannschaften, die in einem europäischen Pokalwettbewerb antraten, konnten nicht gegeneinander gelost werden. Amateure hatten gegen Profiteams Heimrecht (nur in dieser Runde).
| Datum      |                         | Ergebnis                          |                           |
| ---------- | ----------------------- | --------------------------------- | ------------------------- |
| 22.09.2015 | SVV Scheveningen (3)    | 0:0 n. V. (5:6 i. E.)             | SC Telstar 1963 (2)       |
| 22.09.2015 | VV Capelle (3)          | 1:1 n. V. (1:1, 1:1) (5:4 i. E.)  | MVV Maastricht (2)        |
| 22.09.2015 | OJC Rosmalen (3)        | 3:4 n. V. (3:3, 1:2)              | Sparta Rotterdam (2)      |
| 22.09.2015 | AFC Amsterdam (3)       | 2:3 (0:1)                         | FC Emmen (2)              |
| 22.09.2015 | NAC Breda (2)           | 0:1 (0:0)                         | SC Heerenveen (1)         |
| 22.09.2015 | ONS Bosno Sneek (3)     | 0:2 (0:1)                         | FC Utrecht (1)            |
| 22.09.2015 | SV Spakenburg (3)       | 3:0 (1:0)                         | Ter Leede Sassenheim (4)  |
| 22.09.2015 | ACV Assen (4)           | 1:2 (1:0)                         | Excelsior ’31 Rijssen (4) |
| 22.09.2015 | Kozakken Boys (3)       | 4:2 (2:1)                         | VV Staphorst (4)          |
| 22.09.2015 | EVV Echt (3)            | 0:3 (0:1)                         | Almere City (2)           |
| 22.09.2015 | VV DOVO (4)             | 0:3 (0:0)                         | Willem II Tilburg (1)     |
| 22.09.2015 | FC Lienden (3)          | 1:0 (1:0)                         | FC Volendam (2)           |
| 22.09.2015 | VV Noordwijk (4)        | 0:3 (0:1)                         | NEC Nijmegen (1)          |
| 22.09.2015 | SC Genemuiden (4)       | 3:3 n. V. (2:2, 1:2) (3:1 i. E.)  | ADO Den Haag (1)          |
| 22.09.2015 | Sportclub Feyenoord (6) | 0:2 (0:2)                         | FC Dordrecht (2)          |
| 22.09.2015 | FC Lisse (3)            | 0:4 (0:1)                         | HHC Hardenberg (3)        |
| 22.09.2015 | PSV Eindhoven (1)       | 3:2 (2:0)                         | SC Cambuur (1)            |
| 23.09.2015 | Koninklijke HFC (3)     | 3:2 (0:1)                         | FC Eindhoven (2)          |
| 23.09.2015 | HSC ’21 Haaksbergen (3) | 2:2 n. V. (2:2, 0:0) (9:10 i. E.) | Go Ahead Eagles (2)       |
| 23.09.2015 | Rijnsburgse Boys (3)    | 3:3 n. V. (2:2, 1:0) (5:6 i. E.)  | VV Sint Bavo (3)          |
| 23.09.2015 | HBS Craeyenhout (3)     | 4:1 (2:1)                         | FC Oss (2)                |
| 23.09.2015 | FC Groningen (1)        | 2:1 (0:1)                         | FC Twente Enschede (1)    |
| 23.09.2015 | AZ Alkmaar (1)          | 6:1 (2:0)                         | VVV-Venlo (2)             |
| 23.09.2015 | Heracles Almelo (1)     | 4:1 n. V. (1:1, 0:1)              | Vitesse Arnheim (1)       |
| 23.09.2015 | Fortuna Sittard (2)     | 1:3 n. V. (1:1, 1:1)              | Achilles ’29 (2)          |
| 23.09.2015 | VV Berkum (5)           | 4:4 n. V. (2:2, 1:0) (5:3 i. E.)  | JVC Cuijk (3)             |
| 23.09.2015 | BVV Barendrecht (3)     | 0:2 (0:1)                         | Excelsior Rotterdam (1)   |
| 23.09.2015 | WKE Emmen (3)           | 2:5 n. V. (2:2, 1:1               | FC Den Bosch (2)          |
| 23.09.2015 | SV De Treffers (3)      | 0:3 (0:1)                         | Roda JC Kerkrade (1)      |
| 23.09.2015 | Ajax Amsterdam (1)      | 2:0 (1:0)                         | BV De Graafschap (1)      |
| 24.09.2015 | RKC Waalwijk (2)        | 1:2 (1:1)                         | Helmond Sport (2)         |
| 24.09.2015 | Feyenoord Rotterdam (1) | 3:0 (1:0)                         | PEC Zwolle (1)            |

In Klammern das jeweilige Ligalevel.

## 3. Runde
Teilnehmer: Die 32 Sieger der 2. Runde
| Datum      |                           | Ergebnis                         |                         |
| ---------- | ------------------------- | -------------------------------- | ----------------------- |
| 27.10.2015 | PSV Eindhoven (1)         | 6:0 (1:0)                        | SC Genemuiden (4)       |
| 27.10.2015 | Heracles Almelo (1)       | 3:1 (1:1)                        | Koninklijke HFC (3)     |
| 27.10.2015 | Almere City (2)           | 0:3 (0:1)                        | FC Den Bosch (2)        |
| 27.10.2015 | VV Berkum (5)             | 0:3 (0:2)                        | HHC Hardenberg (3)      |
| 27.10.2015 | Achilles ’29 (2)          | 2:1 (1:0)                        | SV Spakenburg (3)       |
| 27.10.2015 | FC Dordrecht (2)          | 0:1 n. V.                        | VV Capelle (3)          |
| 27.10.2015 | Go Ahead Eagles (2)       | 0:2 (0:0)                        | Willem II Tilburg (1)   |
| 27.10.2015 | VV Sint Bavo (3)          | 3:1 (1:0)                        | FC Emmen (2)            |
| 28.10.2015 | Feyenoord Rotterdam (1)   | 1:0 (0:0)                        | Ajax Amsterdam (1)      |
| 28.10.2015 | FC Lienden (3)            | 1:1 n. V. (1:1, 0:0) (5:6 i. E.) | Roda JC Kerkrade (1)    |
| 28.10.2015 | HBS Craeyenhout (3)       | 1:2 (1:2)                        | Kozakken Boys (3)       |
| 28.10.2015 | Excelsior ’31 Rijssen (4) | 4:3 (2:2)                        | Excelsior Rotterdam (1) |
| 28.10.2015 | FC Utrecht (1)            | 5:3 n. V. (3:3, 1:1)             | FC Groningen (1)        |
| 29.10.2015 | NEC Nijmegen (1)          | 4:0 (2:0)                        | Sparta Rotterdam (2)    |
| 29.10.2015 | SC Heerenveen (1)         | 1:0 (1:0)                        | Helmond Sport (2)       |
| 29.10.2015 | SC Telstar 1963 (2)       | 0:1 (0:0)                        | AZ Alkmaar (1)          |

In Klammern das jeweilige Ligalevel.

## Achtelfinale
| Datum      |                           | Ergebnis             |                       |
| ---------- | ------------------------- | -------------------- | --------------------- |
| 15.12.2015 | HHC Hardenberg (3)        | 2:0 (0:0)            | NEC Nijmegen (1)      |
| 15.12.2015 | Excelsior ’31 Rijssen (4) | 1:3 (1:1)            | FC Den Bosch (2)      |
| 15.12.2015 | Roda JC Kerkrade (1)      | 3:1 (2:0)            | SC Heerenveen (1)     |
| 16.12.2015 | Achilles ’29 (2)          | 0:5 (0:2)            | FC Utrecht (1)        |
| 16.12.2015 | Kozakken Boys (3)         | 1:3 (0:1)            | AZ Alkmaar (1)        |
| 16.12.2015 | VV Capelle (3)            | 2:3 (1:0)            | VV Sint Bavo (3)      |
| 16.12.2015 | Heracles Almelo (1)       | 2:3 (1:1)            | PSV Eindhoven (1)     |
| 17.12.2015 | Feyenoord Rotterdam (1)   | 2:1 n. V. (1:1, 0:1) | Willem II Tilburg (1) |

In Klammern das jeweilige Ligalevel.

## Viertelfinale
| Datum      |                      | Ergebnis  |                         |
| ---------- | -------------------- | --------- | ----------------------- |
| 02.02.2016 | AZ Alkmaar (1)       | 1:0 (1:0) | HHC Hardenberg (3)      |
| 03.02.2016 | FC Den Bosch (2)     | 2:3 (2:0) | VV Sint Bavo (3)        |
| 03.02.2016 | Roda JC Kerkrade (1) | 0:1 n. V. | Feyenoord Rotterdam (1) |
| 04.02.2016 | PSV Eindhoven (1)    | 1:3 (0:2) | FC Utrecht (1)          |

In Klammern das jeweilige Ligalevel.

## Halbfinale
| Datum      |                         | Ergebnis  |                  |
| ---------- | ----------------------- | --------- | ---------------- |
| 02.03.2016 | FC Utrecht (1)          | 3:0 (0:0) | VV Sint Bavo (3) |
| 03.03.2016 | Feyenoord Rotterdam (1) | 3:1 (1:0) | AZ Alkmaar (1)   |

In Klammern das jeweilige Ligalevel.

## Finale
| FC Utrecht                                         | FC Utrecht | Feyenoord Rotterdam | Feyenoord Rotterdam |
| -------------------------------------------------- | --- | --- | ------------------- |
| FC Utrecht                                         | \| 24. April 2016 um 18:00 Uhr in Rotterdam (De Kuip) \| \| Ergebnis: 1:2 (0:1) \| \| Zuschauer: 45.592 \| \| Schiedsrichter: Björn Kuipers \| \| Spielbericht \| | \| 24. April 2016 um 18:00 Uhr in Rotterdam (De Kuip) \| \| Ergebnis: 1:2 (0:1) \| \| Zuschauer: 45.592 \| \| Schiedsrichter: Björn Kuipers \| \| Spielbericht \|                                                                                          | Feyenoord Rotterdam |
| FC Utrecht                                         | Filip Bednarek – Mark van der Maarel, Timo Letschert, Ramon Leeuwin, Christian Kum (86. Patrick Joosten) – Rico Strieder – Bart Ramselaar, Willem Janssen (86. Ruben Ligeon), Andreas Ludwig (76. Ruud Boymans) – Nacer Barazite, Sébastien Haller Cheftrainer: Erik ten Hag | Kenneth Vermeer – Sven van Beek, Eric Botteghin, Terence Kongolo – Rick Karsdorp, Karim El Ahmadi, Dirk Kuyt (89. Miquel Nelom), Tonny Vilhena – Jens Toornstra, Michiel Kramer (80. Bilal Başacıkoğlu), Eljero Elia Cheftrainer: Giovanni van Bronckhorst | Feyenoord Rotterdam |
| FC Utrecht                                         | 1:1 Ramon Leeuwin (51.) | 0:1 Michiel Kramer (42.) 1:2 Filip Bednarek (75., Eigentor) | Feyenoord Rotterdam |
| FC Utrecht                                         | Ramon Leeuwin | Terence Kongolo, Jens Toornstra | Feyenoord Rotterdam |
| 24. April 2016 um 18:00 Uhr in Rotterdam (De Kuip) | | |                     |
| Ergebnis: 1:2 (0:1)                                | | |                     |
| Zuschauer: 45.592                                  | | |                     |
| Schiedsrichter: Björn Kuipers                      | | |                     |
| Spielbericht                                       | | |                     |